# Allée couverte de la Ville Bouquet
L'allée couverte de la Ville Bouquet est une allée couverte située à Ploërmel dans le département français du Morbihan.

## Historique
Le monument est mentionné pour la première fois en 1863 par L. Rosenzweig par un lapidaire « A la Ville-Bouquet, dolmen ruiné ».  Dans les archives de Z. Le Rouzic, le monument est décrit à tort comme un « dolmen à galerie ».
Le monument fait l'objet de sondages et prospections en 1985.

## Localisation
Le site correspond à un éperon naturel dominant le confluent du Ninian et de l'Yvel, lieu de promenade privilégié. Le site est classé par arrêté du 27 octobre 1938 selon les critères « artistique, pittoresque, scientifique, historique et légendaire ».

## Description
Les sondages externes ont montré que le sol avait été préalablement décapé sur environ 0,50 m de hauteur pour y édifier l'allée couverte. Des vestiges du tumulus d'origine ont été découvert :  de forme elliptique, mesurant environ 3 m de large à partir des supports de l'allée, il était constitué d'un mélange de terre et de petits blocs en poudingue disposés sans ordre particulier. 
L'allée couverte est orientée nord/sud, orientation peu fréquente mais qui semble liée à la configuration du terrain. Elle mesure 6,50 m de long pour une largeur et une hauteur moyennes de 1,20 m. Elle comporte encore dix orthostates, penchant légèrement vers l'intérieur : cinq côté ouest, trois côté est, une dalle de chevet et une dalle transversale au nord correspondant peut-être à la dalle de fermeture ou à la cloison d'une cellule terminale qui serait disparue. 
Une seule dalle de couverture est encore en place (2,20 m de long sur 1,70 à 2 m de large et 0,75 m d'épaisseur maximale) et une seconde (2,20 m de long sur 1,50 à 1,60 m de large et 0,55 m d'épaisseur maximale) a basculé à l'intérieur du monument. Une dalle couchée au sol à 0,50 m au nord de l'allée pourrait correspondre à une troisième table de couverture (1,10 m de long sur 0,65 m de large et 0,60 m d'épaisseur).  Le sol de la chambre était pavé mais ce pavage a été bouleversé par des fouilles clandestines. L'allée couverte a été édifiée sur une ligne de crête où le poudingue de Gourin affleure. Toutes les dalles du monument sont composées de cette roche extraite sur place.

## Mobilier archéologique
Une petite lame de quartzite soigneusement retouchée a été découverte lors des sondages extérieurs. Elle s'apparente aux armatures de flèches tranchantes de la culture Seine-Oise-Marne. Quelques fragments de poteries ont été découverts lors des sondages internes au monument. Ils correspondent à des poteries datées du Néolithique final (vers 2500 av. J.-C.) et du Chalcolithique (vers 2000 av. J.-C.).